# Micromidia rodericki
Micromidia rodericki är en trollsländeart som beskrevs av Fraser 1959. Micromidia rodericki ingår i släktet Micromidia och familjen skimmertrollsländor. Inga underarter finns listade i Catalogue of Life.